# Companhia dos Caminhos de Ferro do Norte de Portugal
A Companhia dos Caminhos de Ferro do Norte de Portugal, mais conhecida como Companhia do Norte, foi uma sociedade portuguesa, formada a partir da fusão das Companhias do Caminho de Ferro de Guimarães e do Porto à Póvoa e Famalicão, em 14 de Janeiro de 1927, para gerir as Linhas de Guimarães e do Porto à Póvoa e Famalicão, em Portugal. Foi extinta com a sua integração na Companhia dos Caminhos de Ferro Portugueses, em 1947.

## História

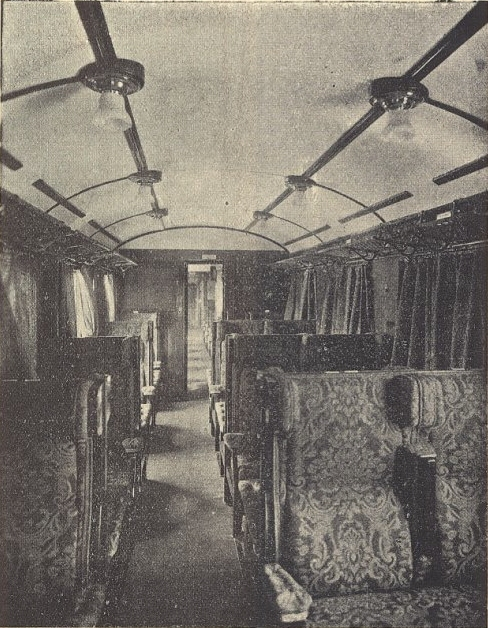
Carruagem mista de primeira e terceira classes da Companhia do Norte, parte de um lote que foi encomendado à Officine Ferroviarie Meridionali, de Nápoles, e entregue em Setembro de 1931.

### Antecedentes e formação
Na transição para o século XX, a rede ferroviária de via estreita no Minho era composta pela Linha da Póvoa, operada pela Companhia do Caminho de Ferro do Porto à Póvoa e Famalicão, e pela Linha de Guimarães, da Companhia do Caminho de Ferro de Guimarães. Desde os princípios do Século que o Estado Português encetou esforços para fundir estas duas companhias, primeiro porque existiam dúvidas sobre a capacidade para sobreviverem individualmente, e segundo porque permitiria unificar a rede, e a uniformização das bitolas, que eram diferentes em cada linha. Por outro lado, possibilitaria a concessão única, não só para ambas as linhas, mas também para as outras que estavam em planeamento, que deveriam ser construídas pela nova empresa.
A fusão esteve quase a fazer-se em 1908, e uma lei de 20 de Junho de 1912 estabeleceu que a fusão entre estas duas companhias com a empresa que, nessa altura, possuía a concessão para construir as Linhas do Alto Minho, de Braga a Guimarães, e de Viana a Ponte da Barca, só seria aprovada se a via na Linha do Porto à Póvoa e Famalicão fosse alargada para a bitola métrica, e se fosse construída uma ligação ferroviária, utilizando a mesma bitola, entre a estação de Mindelo, nesta Linha, e Lousado, na Linha de Guimarães; após a fusão, seria efectuado um novo contrato, com a duração de 80 anos. Apesar de se terem iniciado as negociações, especialmente no campo financeiro, este processo foi cancelado devido à Primeira Guerra Mundial. Porém, as duas empresas principais continuaram os seus esforços neste sentido, tendo conseguido fundir-se na Companhia dos Caminhos de Ferro do Norte de Portugal, com a publicação dos novos estatutos, em 14 de Janeiro de 1927, que foram aprovados por uma portaria, datada do dia 25 do mesmo mês. A alteração dos estatutos foi apresentada na assembleia extraordinária de 27 de Agosto, e aprovada pela Portaria n.º 5:125, de 16 de Dezembro.

### Operações

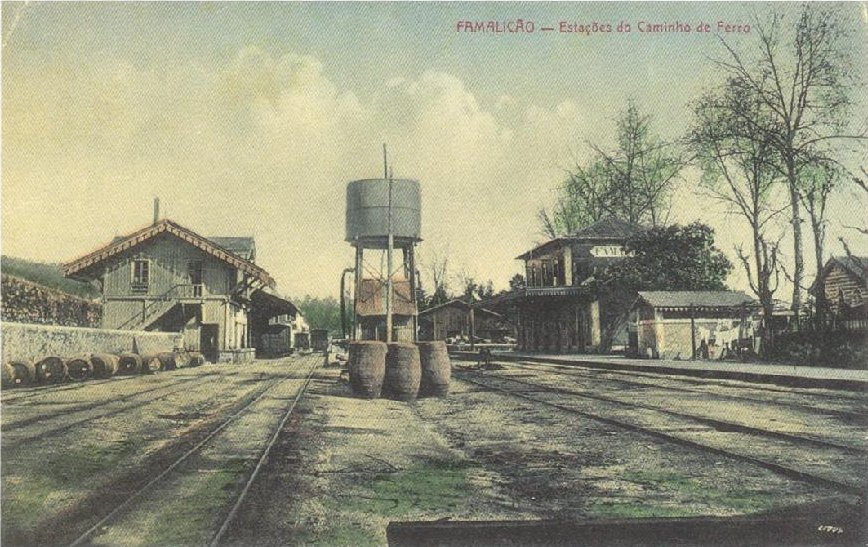
Antiga Estação de Famalicão, com as vias da Linha do Porto à Póvoa e Famalicão, de bitola métrica, à esquerda, e as da Linha do Minho, em bitola ibérica, à direita.

Um contrato de 8 de Agosto de 1927 autorizou a Companhia do Norte a construir o ramal entre a Trofa, na Linha de Guimarães, e Senhora da Hora, na Linha do Porto à Póvoa e Famalicão, que entrou ao serviço em 14 de Março de 1932. O contrato de 1927 também estabeleceu que a bitola na Linha da Póvoa devia ser alterada, de 900 para 1000 mm, processo que foi efectuado de forma rápida e eficaz, sem suspender a circulação.
No dia 28 de Janeiro de 1928, a Companhia dos Caminhos de Ferro Portugueses arrendou à Companhia do Norte a exploração da Linha do Tâmega.
Em 1933, a gerência desta empresa passou por uma crise que a impediu de honrar os seus compromissos e obrigações, pelo que o decreto-lei n.º 22951, de 5 de Agosto de 1933 ordenou que a administração fosse feita, de forma provisória, por uma comissão do Ministério das Obras Públicas e Comunicações.
Para financiar o prolongamento da Linha da Póvoa até à Trindade, que exigiu um grande esforço financeiro, a Companhia do Norte teve de vender capital à Divisão do Minho e Douro dos Caminhos de Ferro do Estado.

### Extinção
Em 7 de Setembro de 1945, foi publicada a Lei n.º 2008, que se destinava a planear a reunião de todas as concessões ferroviárias numa só, de forma a melhorar a coordenação dos transportes terrestres em Portugal. Assim, a Companhia do Norte foi integrada na Companhia dos Caminhos de Ferro Portugueses, que começou a explorar as linhas no dia 1 de Janeiro de 1947.

## Descrição
Entre o material motor da Companhia do Norte, contavam-se as locomotivas número 10 e 11, herdadas da Companhia da Póvoa, e que foram depois transformadas na Série E61 a E62 da CP.
O tipo de atrelagem utilizado nesta Companhia foi o de tampão central e tensores laterais, provavelmente devido à influência da Divisão do Minho e Douro dos Caminhos de Ferro do Estado; o tampão era obliterado na vertical para ser compatível com o antigo sistema de tampão central e gancho em cutelo utilizado no antigo material circulante da Linha de Guimarães.